# Lydia Köhl
Lydia Köhl (* 14. Oktober 1951) ist eine ehemalige deutsche Fußballtorhüterin.

## Karriere
Köhl gehörte von 1974 bis 1982 dem FC Bayern München an. Während ihrer Vereinszugehörigkeit drang sie mit der Mannschaft viermal ins Endspiel um die deutsche Meisterschaft vor.
Am 15. Juni 1975 unterlag sie im Sportpark des Bonner Stadtteils Pennenfeld im Stadtbezirk Bad Godesberg der Mannschaft des Bonner SC mit 2:4. Am 20. Juni 1976 erreichte sie mit ihrer Mannschaft ein weiteres Mal das Endspiel, nachdem zuvor in der Gruppe 3 der Vorrunde nach Hin- und Rückspiel der VfL Schorndorf und der amtierende Deutsche Meister Bonner SC im Gesamtergebnis bezwungen werden konnte. Im Siegener Leimbachstadion wurde Tennis Borussia Berlin erst nach Verlängerung mit 4:2 bezwungen, nachdem es am Ende der regulären Spielzeit von 60 Minuten 2:2 gestanden hatte.
Ihr drittes Endspiel mit dem FC Bayern München bestritt sie am 24. Juni 1979 im Rückspiel um die deutsche Meisterschaft gegen die SSG 09 Bergisch Gladbach im Stadion An der Paffrather Straße, das durch das in der zweiten Minute von Doris Kresimon erzielte Tor zum 1:0 entschieden wurde. Bedingt durch die im Heimspiel erlittene 2:3-Niederlage eine Woche zuvor, ging der Meistertitel nach Bergisch Gladbach.
Gegen die SSG 09 Bergisch Gladbach erreichte sie mit dem FC Bayern München auch drei Jahre später ihr viertes Finale. Im Spiel am 17. Juni 1982 im Stadion An der Paffrather Straße blieb sie mit ihrer Mannschaft bei der 0:6-Niederlage chancenlos.

## Erfolge
- Deutscher Meister 1976
- Zweiter der Meisterschaft 1979, 1982